# Logan City (Nevada)
Logan City, wymarłe miasto w hrabstwie Lincoln stanu Nevada. Powstało w marcu 1865 roku. W grudniu tegoż roku liczba mieszkańców osiągnęła 100, a rekordowo 300 gdy powstała fabryka w Hiko. W lipcu 1867 wybudowano urząd pocztowy. Wymarło całkowicie w 1869 r. gdy rozwinęło się górnictwo w Pioche.